# Adenosin monophosphat vòng
Adenosin monophosphat vòng (tiếng Anh: Cyclic adenosine monophosphate, viết tắt là cAMP, AMP vòng, hoặc 3 ', 5'-cyclic adenosin monophosphat) là một chất truyền tin thứ hai quan trọng trong nhiều quá trình sinh học. cAMP là một dẫn xuất của adenosine triphosphate (ATP) và được sử dụng để truyền tín hiệu nội bào ở nhiều sinh vật khác nhau, truyền tin theo con đường phụ thuộc vào cAMP. Không nên nhầm lẫn cAMP với protein kinase kích hoạt bởi 5'-AMP (AMP-activated protein kinase).

## Lịch sử
Nhà khoa học Earl Sutherland của Đại học Vanderbilt đã đoạt giải Nobel về Sinh lý học và Y khoa năm 1971 "cho những khám phá của ông liên quan đến cơ chế hoạt động của hormone", đặc biệt là epinephrine, qua các chất truyền tin thứ hai (như cyclic adenosine monophosphate, AMP vòng).

## Chức năng
cAMP là một chất truyền tin thứ hai, được sử dụng để truyền tín hiệu nội bào, chẳng hạn như chuyển vào các tế bào ảnh hưởng của các hormone như glucagon và adrenaline-những phân không thể đi qua màng sinh chất để truyền tin trực tiếp. Nó cũng tham gia vào việc kích hoạt các protein kinaza. Ngoài ra, cAMP liên kết và điều chỉnh chức năng của các kênh ion như các kênh HCN và một số protein liên kết nucleotide vòng khác như Epac1 và RAPGEF2.

### Vai trò ở sinh vật nhân thực
cAMP và các kinase đi kèm với nó có chức năng quan trọng trong một số quá trình sinh hóa, bao gồm cả việc điều hòa glycogen, đường và chuyển hóa lipid.
Trong sinh vật nhân chuẩn, AMP vòng hoạt động bằng cách kích hoạt protein kinase A (PKA, hoặc protein kinase phụ thuộc vào cAMP). PKA bình thường bất hoạt như một holoenzyme bốn phần, bao gồm hai đơn vị xúc tác và hai đơn vị điều hòa (C2R2), các đơn vị điều hòa chặn các trung tâm phản ứng của các đơn vị xúc tác.
AMP vòng liên kết với các vị trí cụ thể trên các đơn vị điều hòa của protein kinase, và gây ra sự phân ly giữa đơn vị điều hòa và xúc tác, do đó cho phép các đơn vị xúc tác có thể phosphoryl hóa các protein nền.
Các đơn vị xúc tác này giúp chuyển phosphate từ ATP đến các phần bên đặc hiệu của serine hoặc threonine của protein nền. Các protein phosphoryl hóa có thể hoạt động trực tiếp trên các kênh ion của tế bào, hoặc có thể hoạt hóa hoặc ức chế enzym. Protein kinase A cũng có thể phosphoryl hóa các protein đặc hiệu liên kết với các vùng promoter của DNA, làm tăng sự phiên mã. Không phải tất cả các protein kinase đều đáp ứng với cAMP. Một số loại protein kinase, bao gồm protein kinase C, không phụ thuộc vào cAMP.
Các hiệu ứng khác chủ yếu phụ thuộc vào protein kinase phụ thuộc vào cAMP, thay đổi tùy theo loại tế bào.
Tuy nhiên, PKA cũng có một số chức năng nhỏ độc lập với cAMP, ví dụ, kích hoạt các kênh calci, cung cấp một con đường nhỏ mà hormone kích thích giải phóng hormone tăng trưởng làm giải phóng hormone tăng trưởng.
Tuy nhiên, quan điểm cho rằng phần lớn các hiệu ứng của cAMP được kiểm soát bởi PKA đã lỗi thời. Năm 1998, một họ các protein nhạy cảm với cAMP có hoạt tính nhân tố trao đổi nucleotide guanine (GEF) đã được phát hiện. Họ gọi đây là những protein trao đổi được kích hoạt bởi cAMP (Epac) và có họ bao gồm Epac1 và Epac2. Cơ chế kích hoạt tương tự như của PKA: miền GEF thường được che khuất bởi vùng N-kết thúc chứa vị trí liên kết cAMP. Khi cAMP liên kết, vùng tách ra và cho thấy vị trí GEF có hoạt tính, cho phép Epac kích hoạt các protein GTPase giống Ras nhỏ, chẳng hạn như Rap1.

#### Vai trò bổ sung của tiết cAMP trong hành vi xã hội của amíp
Ở loài Dictyostelium discoideum, cAMP hoạt động bên ngoài tế bào như một tín hiệu tiết. Sự hướng hóa của các tế bào được tổ chức bởi các sóng tuần hoàn cAMP được truyền từ các tế bào qua khoảng cách lớn tới vài centimet. Sóng là kết quả của việc sản xuất và điều tiết của cAMP ngoại bào và một bộ dao động sinh học tự động phát các sóng tại tâm của khu vực.

### Vai trò ở vi khuẩn
Trong vi khuẩn, nồng độ cAMP thay đổi tùy thuộc vào môi trường được sử dụng để tăng trưởng. Cụ thể, cAMP thấp khi glucose là nguồn cacbon. Điều này xảy ra thông qua sự ức chế enzyme tạo cAMP, adenylate cyclase, đây là một tác dụng phụ của việc vận chuyển glucose vào trong tế bào. Yếu tố phiên mã protein thụ thể cAMP (CRP) hay cũng được gọi là CAP (protein hoạt hóa gen dị hóa) sẽ tạo thành một phức hợp với cAMP và từ đó được hoạt hóa để liên kết với DNA. Phức CRP-cAMP này làm tăng sự biểu hiện của một số lượng lớn các gen, bao gồm một số enzyme mã hóa có thể cung cấp năng lượng độc lập với glucose.
cAMP, ví dụ, được tham gia vào điều hòa dương tính của operon lac. Trong một môi trường có nồng độ glucose thấp, cAMP tích tụ và liên kết với vị trí dị lập thể trên CRP (protein receptor cAMP hay protein thụ thể cAMP), một protein hoạt hóa phiên mã. Protein này sẽ có hình dạng hoạt tính của nó và liên kết với vị trí ngược dòng cụ thể của promoter lac, làm cho RNA polymerase dễ dàng liên kết với promoter liền kề để bắt đầu phiên mã của operon lac, tăng tốc độ phiên mã operon lac. Với nồng độ glucose cao, nồng độ cAMP giảm, và CRP tách khỏi operon lac.